# 007Z
007Z（ゼロゼロナナズィー）は、中興通訊 (ZTE) によって開発された、ソフトバンク株式会社のY!mobile部門（旧・ワイモバイル←旧・ウィルコム）のWILLCOM CORE 3G対応のモバイルWi-Fiルーター。
「Y!mobile」へのブランド変更後も、本端末は旧ウィルコムブランドのままで販売されていた。

## 概要
基本的には、SoftBank 007Zと同様の利用が可能だが、WILLCOM CORE 3G契約の制約上、海外での利用はできない。
前後に発売されたWILLCOM CORE 3Gの端末については、事実上のソフトバンクモバイルから発売された端末のリモデルであっても、従来と同じくHXから始まる型番が割り当てられているが、本機については理由は不明だが、ソフトバンクモバイルのモデルと同一の型番となっている。

## 歴史
- 2011年9月21日 - 発表
- 2011年10月7日 - 発売
- 2017年3月31日 - ULTRA SPEEDのサービス終了に伴いメインエリアでの通信が使用できなくなる。
- 2018年1月31日 - EMOBILE G4のサービス終了に伴いサブエリアでの通信が使用できなくなり、完全にサービス終了となった。